# Podróż apostolska Franciszka do Mongolii
Podróż apostolska papieża Franciszka do Mongolii odbyła się w dniach 31 sierpnia–4 września 2023. Informacja została ogłoszona 3 czerwca 2023 przez Biuro Prasowe Stolicy Apostolskiej. Podróż Franciszka do Mongolii obejmowała stolicę Mongolii Ułan Bator i przebiegała pod hasłem Wspólna nadzieja.
Była to pierwsza w historii Kościoła wizyta biskupa Rzymu w tym państwie oraz pierwsza podróż w której odwiedził kraj sąsiadujący z dwoma innymi krajami: Rosją i Chińską Republiką Ludową. 
Do Mongolii, dwa lata przed śmiercią, został zaproszony Jan Paweł II, ale podróż ta nie doszła do skutku ze względu na zły stan zdrowia papieża.

## Program pielgrzymki[6][7]
1830 – czas rzymski, zaś pozostałe godziny to czas mongolski (– 6h).
- 31 sierpnia

O 1830 nastąpił wylot samolotu z międzynarodowego lotniska Rzym/Fiumicino do Ułan Bator.
- 1 września

O 1000 nastąpił przylot na lotnisko Chinggis Khaan i tam nastąpiło oficjalne powitanie papieża.
- 2 września

O 900 na placu Sukhbaatar nastąpiła ceremonia powitania papieża zaś o 930 w pałacu narodowym wizyta kurtuazyjna u prezydenta Mongolii. O 1020 spotkanie z władzami, społeczeństwem obywatelskim i Korpusem Dyplomatycznym "Ikh Mongol" Pałacu Państwowego. O 1100 odbyło się spotkanie papieża z przewodniczącym Wielkiego Churału Państwowowego, zaś o 1110 spotkanie papieża z premierem Mongolii. O 1600 w katedrze św. Piotra i Pawła spotkanie z biskupami, księżmi, diakonami, osobami konsekrowanymi, seminarzystami i pracownikami duszpasterskimi. 
- 3 września

O 1000 w „Teatrze Hun” spotkanie ekumeniczne i międzyreligijne, zaś 1600 w "Stepowej Arenie" eucharystia pod przewodnictwem papieża.
- 4 września

O 930 spotkanie papieża z pracownikami charytatywnymi oraz inauguracja Domu Miłosierdzia. O 1130 na międzynarodowym lotnisku Czyngis-chana nastąpiła ceremonia pożegnalna papieża, gdzie następnie o 1200 samolot z papieżem odleciał do Rzymu. Przylot na lotnisko Rzym/Ciampino nastąpił o 1720.